# Gmina Orneta
Die Gmina Orneta [ɔrˈnɛta] ist eine Stadt-und-Land-Gemeinde im Powiat Lidzbarski der Woiwodschaft Ermland-Masuren in Polen. Ihr Sitz ist die gleichnamige Stadt (deutsch Wormditt) mit etwa 8900 Einwohnern.

## Partnerschaften
Im Jahr 2001 wurde ein Partnerschaftsvertrag mit der thüringischen Stadt Bleicherode im Südharz unterzeichnet. Seit 2006 besteht eine Partnerschaft mit der Samtgemeinde Herzlake in Niedersachsen.

## Gliederung
Die Stadt-und-Land-Gemeinde Orneta besteht aus folgenden Ortschaften:
| polnischer Name | deutscher Name (bis 1945) | polnischer Name  | deutscher Name (bis 1945) |
| --------------- | ------------------------- | ---------------- | ------------------------- |
| Augustyny       | Agstein                   | Krzykały         | Krickhausen               |
| Bażyny          | Basien                    | Kumajny          | Komainen                  |
| Biały Dwór      | Karlshof                  | Lejławki Małe    | Klein Grünheide           |
| Bogatyńskie     | Tüngen                    | Lejławki Wielkie | Groß Grünheide            |
| Chwalęcin       | Stegmannsdorf             | Miłkowo          | Millenberg                |
| Dąbrówka        | Klein Damerau             | Mingajny         | Migehnen                  |
| Drwęczno        | Wagten                    | Nowy Dwór        | Neuhof                    |
| Gieduty         | Gedauten                  | Opin             | Open                      |
| Henrykowo       | Heinrikau                 | Orneta           | Wormditt                  |
| Karbowo         | Groß Karben               | Osetnik          | Wusen                     |
| Karkajmy        | Korbsdorf                 | Ostry Kamień     | Scharfenstein             |
| Klusajny        | Klutshagen                | Wojciechowo      | Albrechtsdorf             |
| Krosno          | Krossen                   | Wola Lipecka     | Lindmannsdorf             |

Andere (auch: untergegangene) Orte: 
- Kumasy (Komainen, Forst)
- Tawty (Tafterwald)

## Baudenkmale
- St. Nikolaus und St. Rochus (Bażyny)
- Wallfahrtskirche Mariä Heimsuchung in Krosno (Krossen)
- Heilig-Kreuz-Kirche in Chwalęcin
- Kirche der Heiligen Katharina in Henrykowo, backsteingotisch, erbaut in der zweiten Hälfte des 14. Jahrhunderts, Turm 1945 zerstört
- St.-Laurentius-Kirche in Mingajny, erbaut von 1350 bis 1375 im Stil der Backsteingotik, von 1899 bis 1901 um Chor und Querschiff erweitert.
- Heiligkreuzkirche in Opin
- Gutshaus des Ritterguts Tüngen in Bogatyńskie.

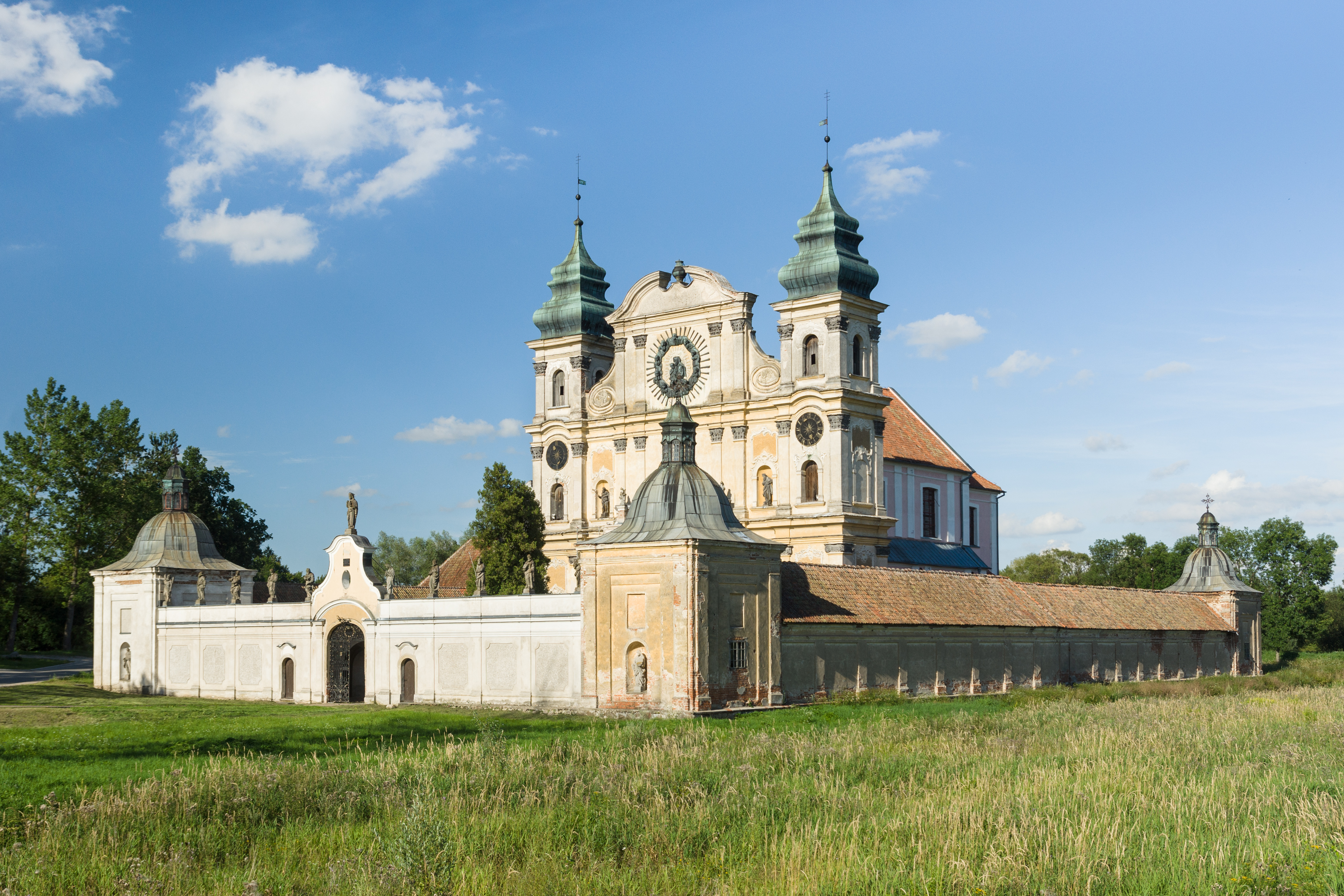
Wallfahrtskirche in Krosno
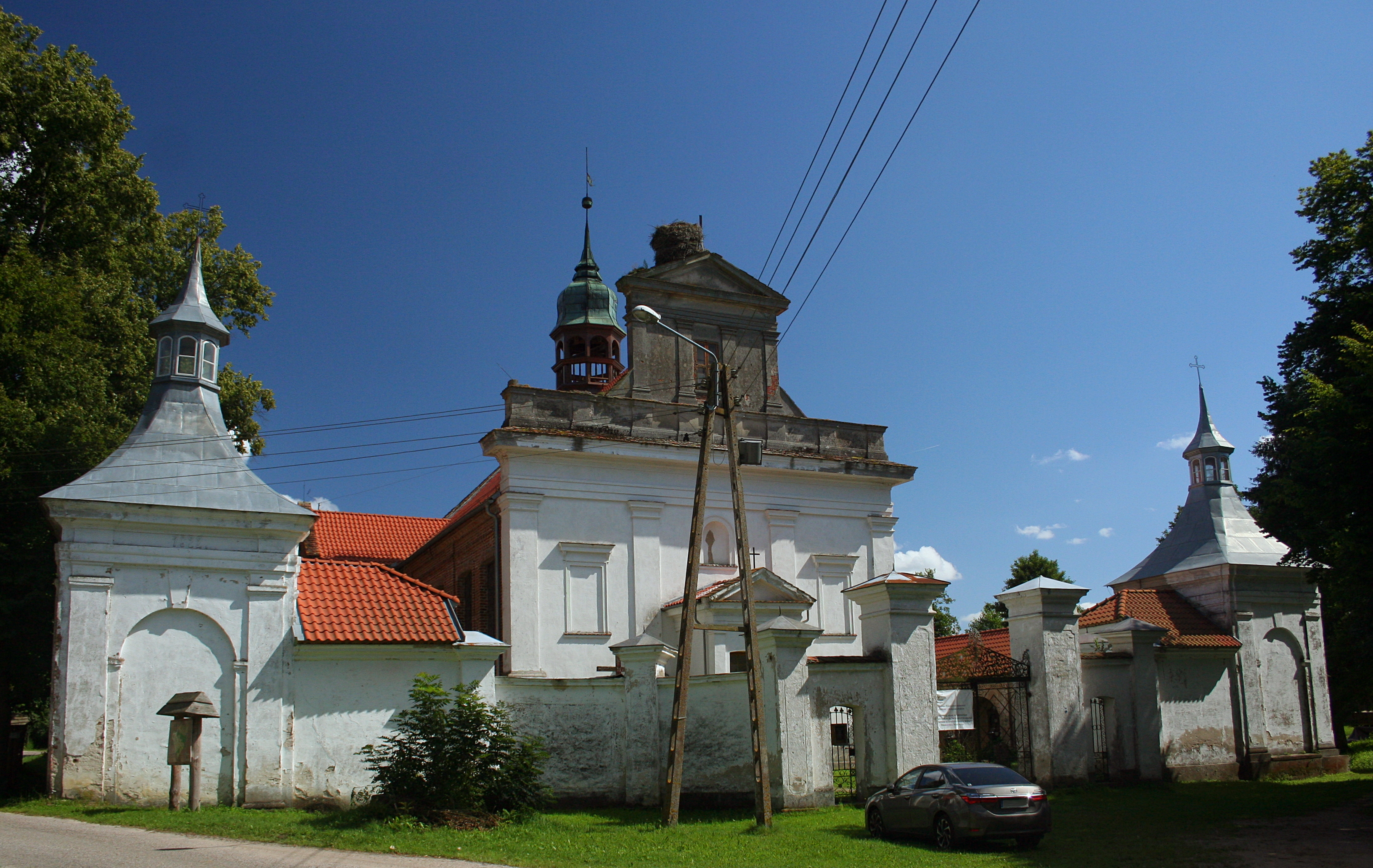
Heilig-Kreuz-Kirche in Chwalęcin
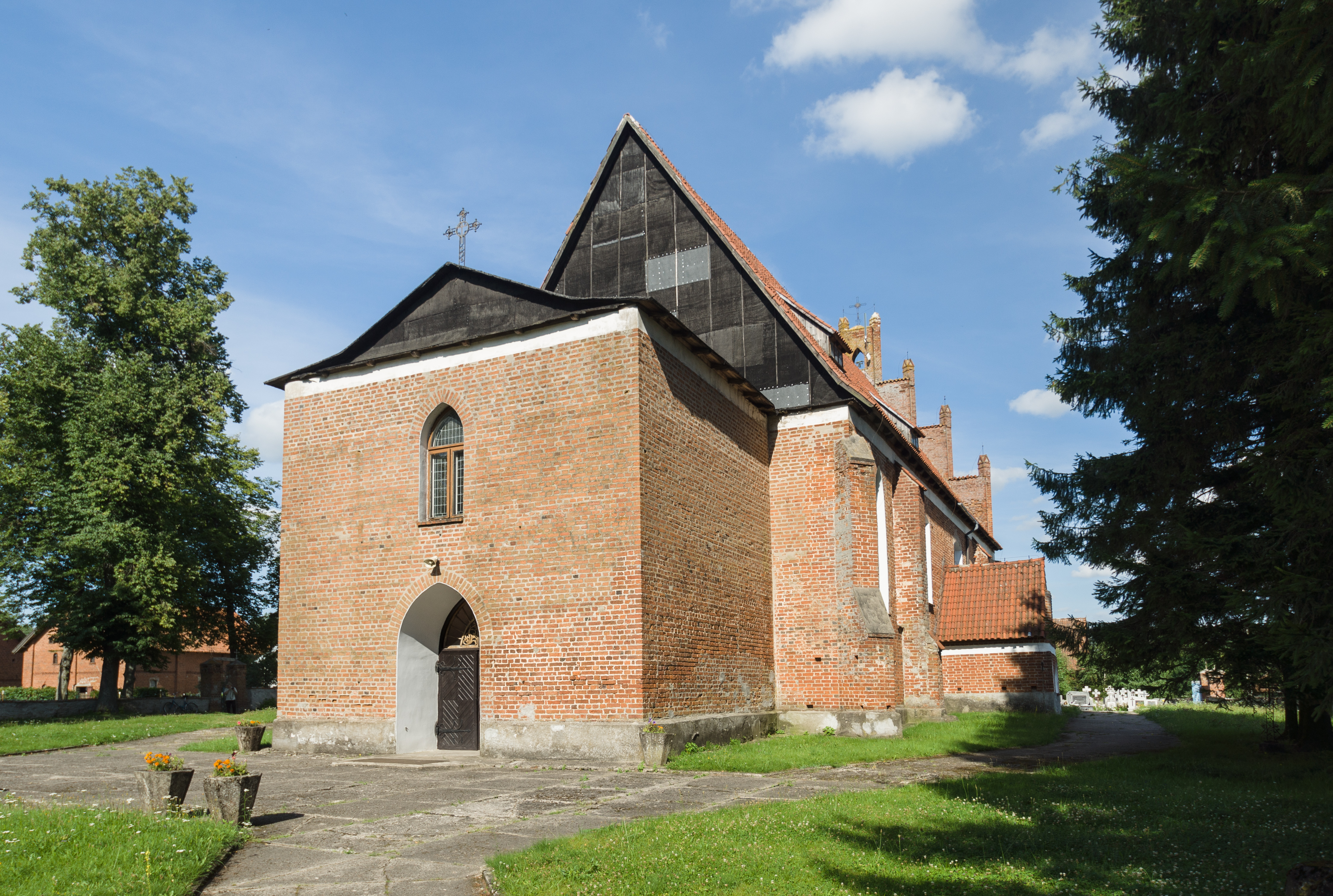
Kirche der Heiligen Katharina in Henrykowo
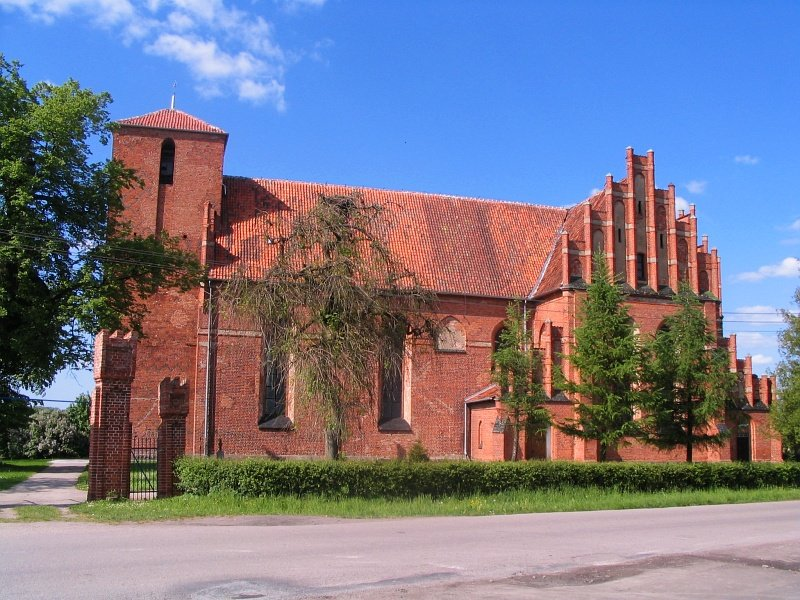
St.-Laurentius-Kirche in Mingajny
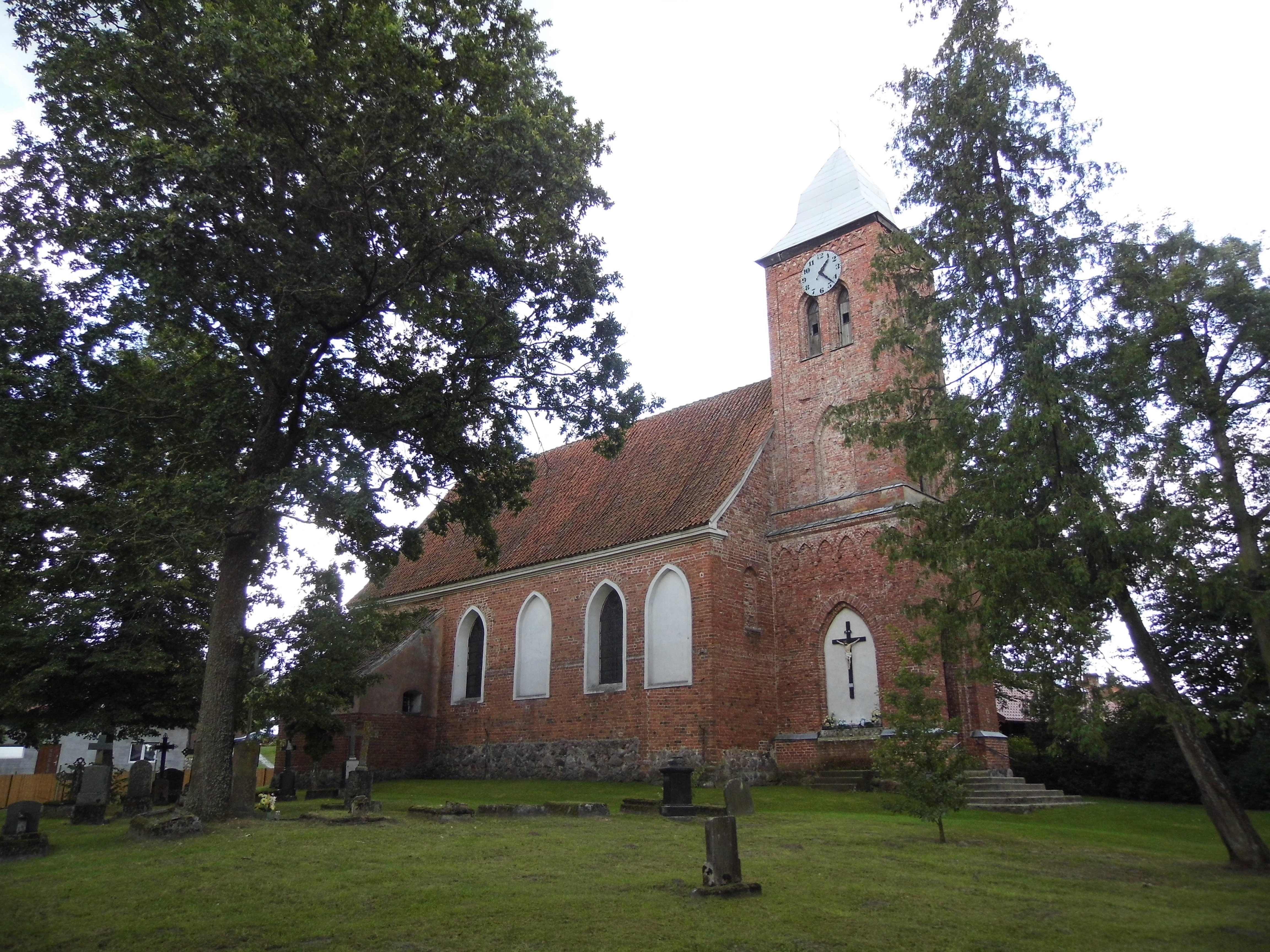
Heiligkreuzkirche in Opin
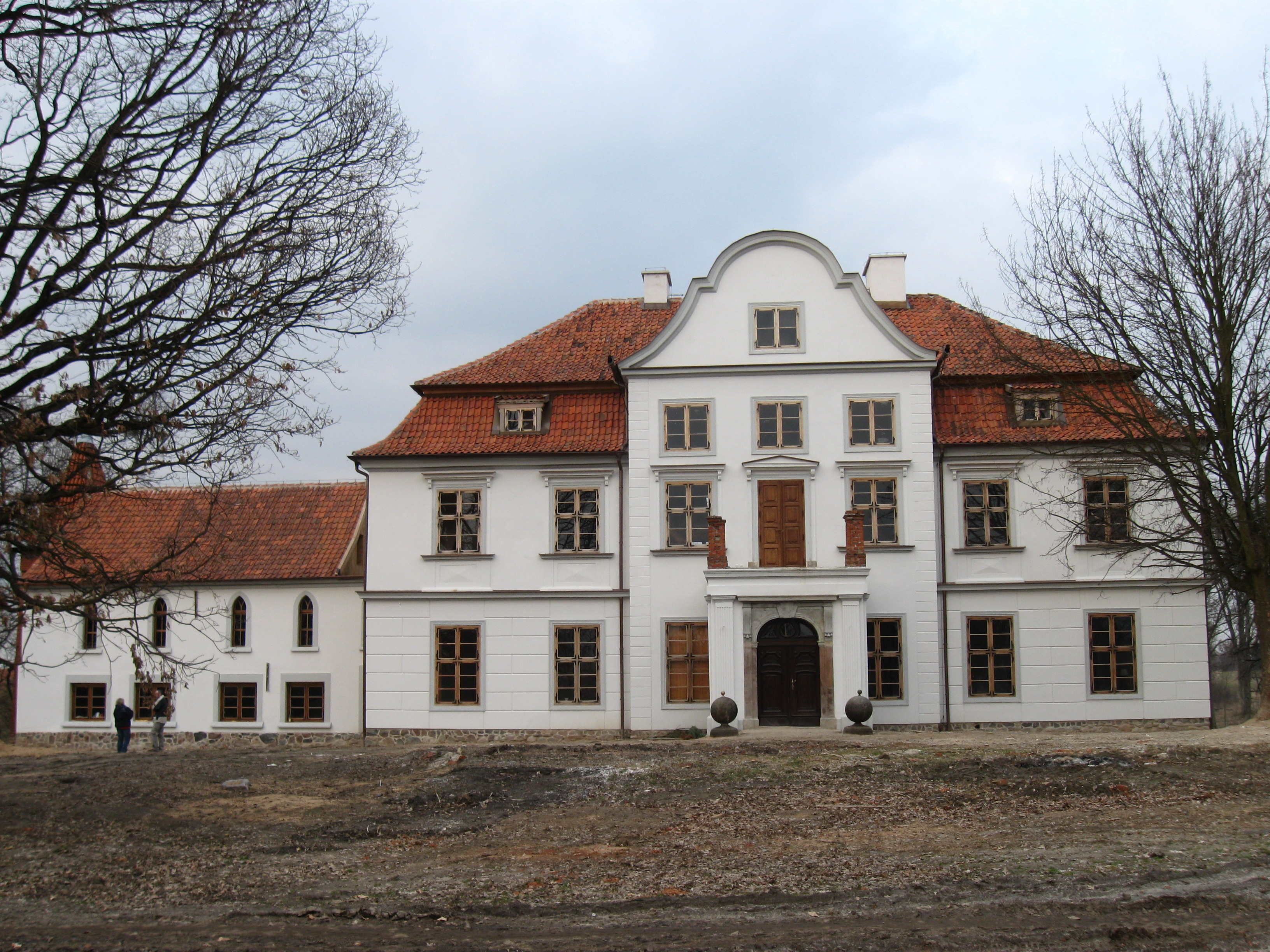
Gutshaus Tüngen

## Persönlichkeiten
Theodor Joseph Blell (1827–1902), Reichstagsabgeordneter (Zentrum), wuchs in Tüngen auf und lebte von 1855 bis 1882 auf dem Rittergut Tüngen.